# Daniel Delfín
Daniel Delfín (Venecia, Serenísima República de Venecia, 22 de enero de 1688-Údine, Serenísima República de Venecia, 13 de marzo de 1762) fue un cardenal de la Iglesia Católica, último patriarca de Aquilea y primer arzobispo de Údine.

## Biografía
Nació en el seno de una familia noble veneciana que había ostentado el dogato de la Serenísima República de Venecia, así como muchos otros altos cargos, tanto en el gobierno como en la Iglesia católica. 
Fue el cuarto de los ocho hijos varones del N.H. Daniel Juan Delfín, embajador de Venecia en la corte del Sacro Imperio Romano Germánico, y de su mujer, la N.D. Pisana Bembo, proveniente de otra influyente familia dogal. 
En 1707 fue nombrado para participar en el Consejo Mayor de la Serenísima, pero pronto decidió abandonar la vida política por la vida eclesiástica. 
Fue ordenado sacerdote el 14 de abril de 1715, convirtiéndose en obispo coadjutor del Patriarcado de Aquilea, y más tarde en obispo titular de la Diócesis de Aureliopoli. 
El 10 de abril de 1747, fue proclamado cardenal por el papa Benedicto XIV por petición del senado veneciano, y el 20 de noviembre del mismo año, se le otorgó el título de Cardenal de Santa María sopra Minerva (Santa María sobre Minerva), por manos del mismo pontífice.
El 13 de agosto de 1734, fue elegido patriarca del Patriarcado de Aquilea, sucediendo a Dionisio Delfín, quien a su vez había sucedido a Juan VII Delfín, estableciéndose como el último de la dinastía de los Delfín en el trono patriarcal. En 1750 se suprimió el patriarcado, quedando él, a partir del 6 de julio de 1751, en el gobierno de la Arquidiócesis de Údine, pero manteniendo el título personal de patriarca.  
Es recordado como uno de los principales mecenas de Giambattista Tiepolo, debido a sus constantes comisiones para el Palacio Episcopal de Údine, así como de numerosas iglesias construidas a instancia suya. 
Murió en Údine, el 13 de marzo de 1762, a la edad de 76 años, siendo sepultado en la catedral de la ciudad.